# Prins Harald Kyst
Prins Harald Kyst, även Kronprins Harald Kyst, är ett landområde inom Drottning Mauds land i östra Antarktis.

## Geografi
Prins Harald Kyst ligger i Östantarktis, mellan Prinsesse Ragnhild Kyst och Prins Olav Kyst, som den näst östligaste delen av Dronning Maud Land. Området ligger vid Kong Haakon VII:s hav och sträcker sig från cirka 34° 00' Ö till 40° 00' Ö från Vestvika på Riiser-Larsenhalvøyas västra del till Lützow-Holmbukta och Shiraseglaciären.
Riiser-Larsenhalvøya är kustens nordligaste punkt och utanför kusten ligger klippöarna Flatvær (Plattöarna).
Längre in i området ligger Dome Fuji (även Valkyrie Dome), ett cirka 3 800 meter högt isberg där den japanska forskningsstationen Dome Fuji (Dōmu-Fuji-kichi) ligger. Där pågår för närvarande[när?] ett isborrningsprojekt.

## Historia
Prins Harald Kyst upptäcktes och utforskades från luften den 4 februari 1937 av Viggo Wideroe, Nils Romnaes och Ingrid Christensen i den norska Lars Christensen-expeditionen åren 1936–1937 under ledning av Lars Christensen. Området namngavs efter norske kronprinsen, sedermera kung Harald V av Norge.
Den 29 januari 1995 öppnadesDome Fuji som den fjärde japanska forskningsstationen i Antarktis.